# Herbert Stuffer
Herbert Christian Karl Max Stuffer (* 23. September 1892 in Baden-Baden; † 7. Oktober 1966 ebenda) war ein innovativer deutscher Kinder- und Jugendbuchverleger in Berlin und Baden-Baden.

## Leben

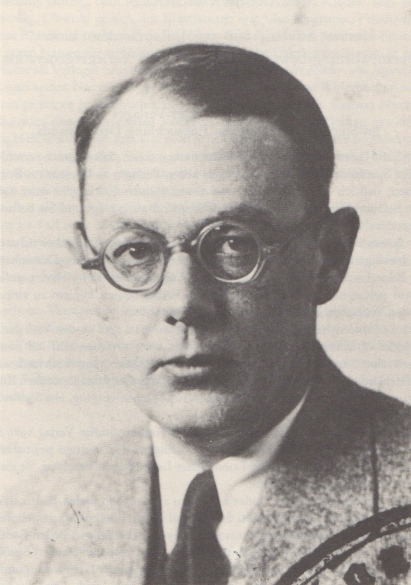
Herbert Stuffer, um 1930.

Herbert Stuffer war das erste Kind des Kaufmanns Christian Karl Stuffer (1861–1933) und dessen Ehefrau Maria, geborene Türck (1871–1949). Seine Geschwister waren Ernst (1894–1967) und Elisabeth (Lilly) (1897–1934), verheiratete Heyer. 1911 legte er das Abitur mit „sehr gut“ ab und inskribierte an der Universität München Neuere Philologie, also (vor allem deutsche) Literaturwissenschaften. Er besuchte auch Vorlesungen von Heinrich Wölfflin über die Entwicklungsgeschichte der neueren Kunst. 1912/13 lebte er in Straßburg, eigentlich als Einjährig-Freiwilliger beim Feldartillerieregiment, setzte aber gleichzeitig an der dortigen Universität sein Studium, diesmal der Philosophie, fort. Es folgte ein Jahr an der Universität Freiburg, bis Sommer 1914.
Im Ersten Weltkrieg war Stuffer ab August 1914 bis zum Kriegsende Soldat in der Feldartillerie, davon seit 1915 als Reserveleutnant. Nach der militärischen Niederlage war eine Offizierslaufbahn obsolet geworden, und es fehlte auch die Motivation, das abgebrochene Studium wieder aufzunehmen. Stattdessen eignete sich Stuffer in der privaten Handelsschule Michaelis in Baden-Baden fundierte Kenntnisse in den kaufmännischen Fächern an. Er bewarb sich beim Struwwelpeter-Verlag Rütten & Loening in Frankfurt am Main und wurde vom damaligen Prokuristen Adolf Neumann ab dem 1. April 1920 als Volontär aufgenommen. Bereits am 1. September 1922 erhielt Stuffer, notariell beglaubigt, die Handlungsvollmacht im Sinne § 54 HGB. „Bis zu seinem Ausscheiden bei Rütten & Loening im Sommer 1926 war Herbert Stuffer Leiter der Herstellungs- und Werbeabteilung und in alle zentralen Verlagsentscheidungen eingebunden.“
Mit dem Geld aus einer Erbschaft gründete Stuffer am 28. Juli 1926 seinen eigenen Kinder- und Jugendbuchverlag Wunderhorn Verlag, zuerst in Frankfurt, Eschersheimer Landstraße 41, ab dem 18. Oktober 1926 in Berlin. Den Verlagsnamen musste er wegen einer dort ansässigen Firma gleichen Namens in Herbert Stuffer Verlag Berlin ändern. Verlagsadresse war Königsweg 30 in Berlin-Charlottenburg. Um den Repressionen nach der Machtergreifung auszuweichen, wurde der Verlag am 1. April 1937 nach Baden-Baden verlegt, in die Luisenstraße 26, ab 1949 Lichtentaler Straße 3. Während der Kriegsjahre stellte der Verlag seine Produktion ein.

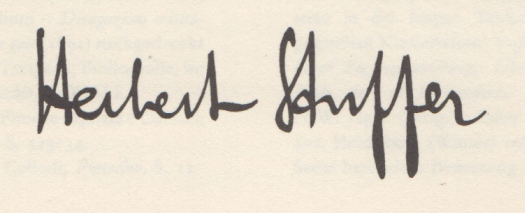
Signatur von Herbert Stuffer.

Am 24. April 1942, als fast Fünfzigjähriger, heiratete Herbert Stuffer Maria Fastrich, geborene Mölders (1903–1975). Marias Sohn aus erster Ehe Harald fiel 1944 im Seekrieg in der Ostsee. Dieses Drama und die Kinderlosigkeit der Ehe bewirkten eine allmähliche Entfremdung zwischen den Ehepartnern, die 1963 geschieden wurden.
Nach Kriegsende erhielt Herbert Stuffer in der französischen Zone erneut eine Verlagslizenz und veröffentlichte hauptsächlich Neuauflagen aus seiner Vorkriegsproduktion. Das zunehmende Alter und ein seit den 1950er Jahren auftretendes Lungen- und Herzleiden beeinträchtigten seine Produktivität schwer. 1962 musste der Verlag Konkurs anmelden. „Von dem Verlust seines Verlags, der Zentrum und Elixier eines Lebens gewesen war, erholte sich Herbert Stuffer nicht mehr. Er starb am 7. Oktober 1966 und wurde in seiner Geburtsstadt Baden-Baden auf dem alten Stadtfriedhof im Familiengrab der Stuffers beigesetzt.“

## Herbert Stuffer Verlag

### Die ersten Jahre
Die erste Veröffentlichung Stuffers, das Bilderbuch Sause Kreisel Sause. Kinderspiele in Bildern mit Bildern von Elsa Eisgruber hatte noch den Firmennamen Wunderhorn eingedruckt, der kurz vor der Auslieferung überklebt werden musste. Stuffer hatte die Illustratorin zuvor vom renommierten Kinderbuchverlag Stalling abgeworben. Zum Weihnachtsgeschäft 1926 kam als zweite Veröffentlichung Das Männchen von Conny Meissen (1887–1955) auf den Markt, 16 Seiten in acht leuchtend bunten Farben, für eine Mark sechzig. Bereits mit den Werken von Eisgruber und Meissen brach Stuffer mit den althergebrachten Kinderbüchern, in denen „es nicht abgeht ohne Maikäfer, die Geige spielen und Hasen und Hunde, die Brillen und Hosenträger tragen“, wie er Jahre später ironisch feststellte. Die Illustrationen im Männchen sind stark stilisiert, also nicht der realistisch-romantischen Tradition entsprechend; sie sind ein Vorgriff auf den erst Jahre später auftretenden Comic-Stil. (Der nächste deutsche Comic war Vater und Sohn.) Im Nachfolgeband Das Männchen kommt zum Zauberer von 1927 erweitert sich das Personal um Magier und Negerpuppe; exotische Elemente treten auf, ohne dass rassistische Einstellungen zum Ausdruck kommen. Die lapidaren Texte erinnern an Verse von Busch oder Morgenstern.
„Der moderne Ansatz, Kindern Anderes zu bieten als altvertraute Geschichten und liebliche Bildchen, wurde honoriert: Der Verleger machte sich rasch einen guten Namen in der Bilderbuchszene.“ „Stuffer war bekannt für seine fairen Konditionen, seine intensive Zusammenarbeit mit den Autoren und den pflegsamen Umgang mit seinen Projekten, bis hin zu den sorgfältig gestalteten Verlagsprospekten. Mit einem sicheren Gefühl für Originalität und künstlerische Leistung verpflichtete er vor allem zeitgenössische Autoren und Illustratoren.“S. 210
Im Frühjahr 1927 erschien Das rote Pferd von Elsa Moeschlin, das die schwedische Autorin, nachdem sie in ihrem Heimatland keinen Verleger gefunden hatte, Herbert Stuffer angeboten hatte. Dieser akzeptierte sofort und das Buch wurde ein Erfolg. Dagegen ging der Anstoß zur Zusammenarbeit mit der Illustratorin Tom Seidmann-Freud (eine Nichte Sigmund Freuds) von Stuffer aus. Deren „Spielbilderbücher zum Drehen, Bewegen und Verwandeln“ wurden zu Bestsellern mit hohen Auflagen: Das Wunderhaus (1927), Das Zauberboot (1929). „Mit ihrer charakteristisch ausgereiften Bildersprache gestaltete sie in fast revolutionärer Modernität die Stufferschen Spielbilderbücher und Spielfibeln. Es entstanden Kunstwerke für Kinder, die vom Verleger kongenial umgesetzt wurden und die Berliner und ganz Deutschland begeisterten.“
Auch das Märchenbuch war kompetent vertreten; Otto Flake, eigentlich ein Verfasser von Zeitromanen und Essays und seit 1926 in Baden-Baden wohnhaft, „brachte mit seinen anmutigen Märchenerzählungen einen leichtfüßigen Geist in die Jugendliteratur, der Kinder und Eltern erfreute.“ Seine Bände Der Straßburger Zuckerbeck (1933) und Ende gut – alles gut (1950) stechen besonders hervor.
Zwischen 1927 und 1930 erschienen auch Bücher für Erwachsene, von Benedikt Fred Dolbin illustriert, und von verschiedenen Literaten (u. a. Fred Hildenbrandt, Alfred Polgar, Axel Eggebrecht) verfasst: Die Bände Katzen, Hunde, Kinder und Zoo wurden mehrfach neu aufgelegt und sind heute bibliophile Kostbarkeiten.
Im August 1930 nahm Stuffer einen Mitgesellschafter in seinen – nun als OHG geführten – Verlag auf, den „Sprachwissenschaftler und Kulturphilosophen“ Felix Noeggerath, den er in seiner Studienzeit in München kennengelernt hatte. „Dieser geschäftliche Schritt diente der inhaltlichen und finanziellen Absicherung des Verlags. Das Modell blieb jedoch nur wenige Jahre tragfähig. Felix Noeggerath schied 1935 aus dem Verlag aus und emigrierte politisch bedingt nach Spanien (Ibiza).“

### Krise und Repression

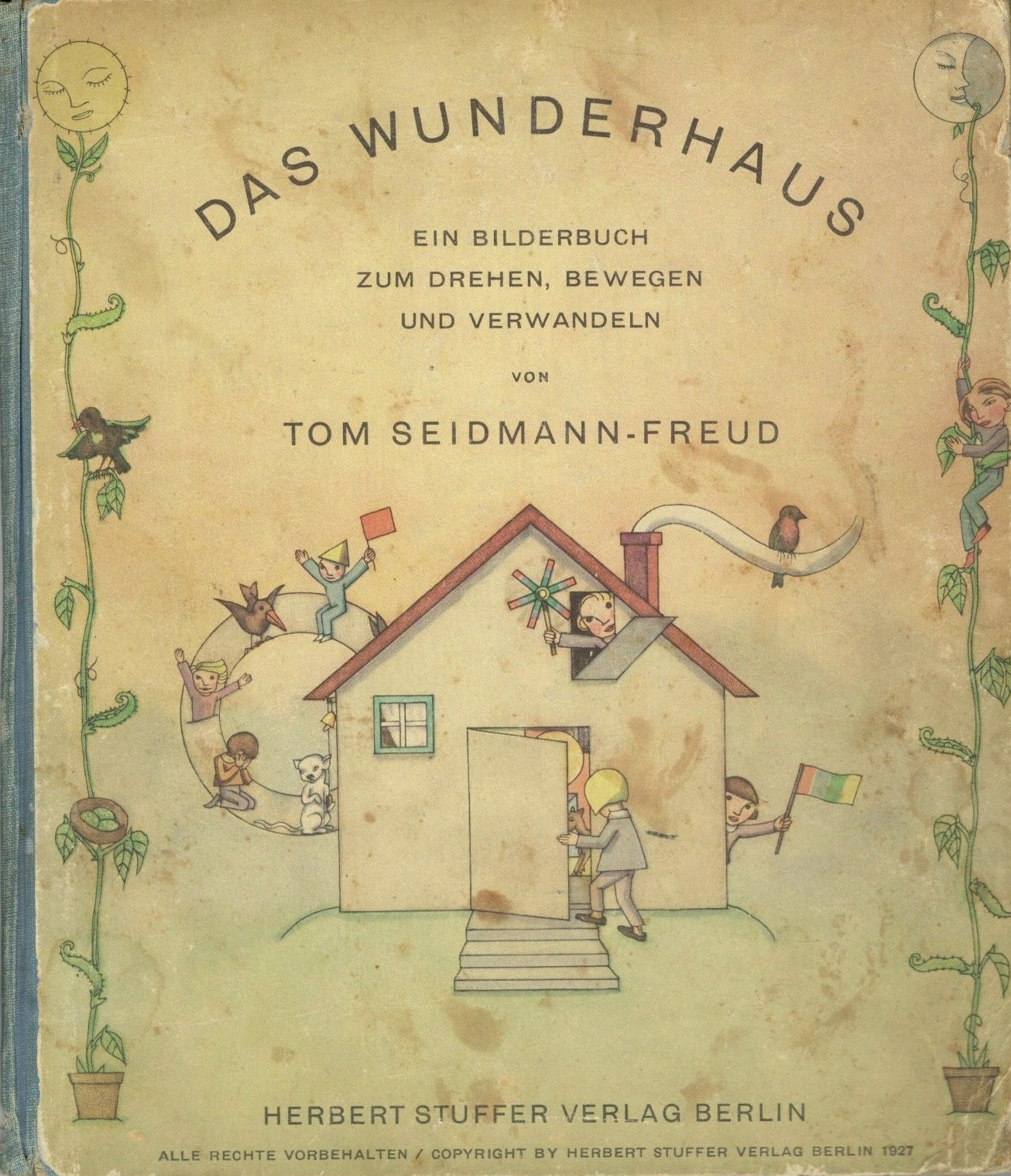
Tom Seidmann-Freud: Das Wunderhaus. Ein Bilderbuch zum Drehen, Bewegen und Verwandeln. Herbert Stuffer Verlag Berlin 1927. 12 S.

Durch die Wirtschaftskrise der 1930er-Jahre verlor der Verlag schrittweise seine kaufkräftige Kundschaft und aufwändige Bilderbücher herzustellen, wurde zunehmend finanziell riskant. Stuffer machte aber keine Zugeständnisse bezüglich der Qualität seiner Produkte, und der Auswahl seiner Künstler: „Schon in den ersten Jahren des Nazi-Regimes setzten bekanntlich die Hetze auf jüdische Autoren und die böswillige Zerstörung der Verkaufsmöglichkeiten ihrer Bücher ein. Das offizielle Anzeigenorgan des deutschen Buchhandels, natürlich unter nazistischer Fuchtel stehend, nahm von den Verlegern keine Inserate von Büchern jüdischer Autoren mehr an. Die Verleger dieser Bücher wurden öffentlich angepöbelt, wenn sie noch zu ihren Autoren hielten. Buchhändler wurden von nazistischen Elementen gezwungen, solche Bücher an die Verleger zurückzugeben.“ (Herbert Stuffer, 1957). Am 15. April 1940 wurde dann die Herstellung und der Vertrieb von Büchern jüdischer Autoren ausnahmslos verboten.
Aber noch bis 1935 publizierte der Herbert Stuffer Verlag innovative Neuerscheinungen, wie z. B. vier Spielfibeln von Tom Seidmann-Freud, die „dank der geistreichen, wegweisenden Besprechungen von Walter Benjamin große Beachtung“ erfuhren. Die Bilderbücher Klaus der Herr der Eisenbahnen und 3 Jungen erforschen eine Stadt (beide 1933) von Friedrich Böer zählen zu den ersten Kinderbüchern mit Fotomontagen, die von John Heartfield und Hannah Höch entwickelte Techniken von der (erwachsenen) Kunst in die Kinderstube transferieren. Böer „kombinierte Fotoausschnitte von Personen, technischen Aufrissen oder Landschaften mit Zeichnungen und farbigen Texten zu neuen ungewohnten Bildinhalten. So konnte er sachliche Inhalte wie zum Beispiel die Welt der Eisenbahnen oder den Organismus einer Stadt mit aufregendem Leben erfüllt an Kinder vermitteln.“
Auch im Bereich der Mädchenbücher ging Stuffer neue Wege. „Adressiert an die klassische Zielgruppe der 10–14jährigen Mädchen erschienen von 1928 bis 1933 als Kontrastprogramm zu den Serien der Erfolgsschriftstellerinnen wie Ury bei Stuffer vier Bände der Bibi-Serie von Karin Michaëlis, einer der Leitfiguren der Frauenemanzipationsbewegung. Die Geschichten von der eigenständigen und selbstbestimmt handelnden Bibi, einer Vorläuferin von Pippi Langstrumpf, fand rasch viele Leserinnen, so lag der erste Band Bibi – Leben eines kleinen Mädchens, 1928 mit einer Auflage von 7.000 gestartet, 1931 schon beim 22.–27. Tausend; ähnliches gilt für die Folgebände Bibis große Reise (1929), Bibi und Ole (1930) und Bibi und die Verschworenen (1932).“S. 210 Im letzten erschienenen Jahresbericht des Dürerbundes wurden die von Hedvig Collin (1880–1964) ansprechend illustrierten Bibi-Bände „als die Krone aller neueren Kinderbücher“ bezeichnet, die „große Dichtung und Kindergeschichte zugleich“ seien. (Stuffer Verlagsprospekt, 1935)
„Der Stuffer Verlag blieb trotz aller Widrigkeiten unangepasst und hat es auch nach 1933 noch gewagt, Bücher jüdischer und linker Autoren im Programm zu führen. Lisa Tetzners Was am See geschah etwa, das in der Literaturbeilage der Frankfurter Zeitung am 8. Dezember 1935 als »das schönste Buch des Jahres« bezeichnet wurde, war noch 1935 als unbedenklich eingestuft worden und wurde 1936 dann allerdings nach einem Schmähartikel im SS-Kampf- und Werbeblatt Schwarzes Korps verboten.“S. 353 Lisa Tetzner, die schon 1933 mit ihrem Mann Kurt Kläber in die Schweiz emigriert war, wurde 1938 die deutsche Staatsbürgerschaft entzogen. Damit war bis zum Kriegsende jede Zusammenarbeit mit Herbert Stuffer unmöglich geworden.
„Die finanzielle Situation des Verlages war so angespannt, dass ab 1935 keine kostenintensiven Bilderbücher mehr produziert werden konnten und so der eigene Anspruch, jährlich eine Novität zu präsentieren, nicht mehr eingelöst werden konnte.“S. 353 Der nächste Schlag kam im Frühjahr 1939, als die Bibi-Serie wegen ihrer „pazifistischen und judenfreundlichen Ausstrahlung“ als „undeutsche Lektüre“ durch die Reichsschrifttumskammer verboten wurde. Der dadurch entstandene finanzielle Schaden für den Verlag wurde durch die Monika-Trilogie von Max Mezger aufgefangen, die in Auflagen über 100.000 Exemplaren erschien. Die in exotischen Ländern (z. B. Monika fährt nach Madagaskar, 1933) angesiedelten Bücher waren bei jugendlichen Lesern beliebt und galten dem Regime als unbedenklich.

### Rückkehr nach Baden-Baden
Im April 1937 kehrten Herbert Suffer und sein Verlag in seine Heimatstadt Baden–Baden zurück: „Wir beziehen am 1. April 1937 mit eigener Einrichtung Büroräume in Baden–Baden, Luisenstraße 26, 1. Stock. Das Stockwerk hat 5 Zimmer, wovon 2–3 dem Bürobetrieb, der Rest als Privatwohnung für den unterzeichnenden Inhaber dienen werden. In dem neuen Büro in Baden–Baden werde ich die Tätigkeit zunächst mit einer Sekretärin aufnehmen.“ Ab jetzt trugen die Bücher das Impressum Baden–Baden und Berlin, ab 1945 nur mehr Baden-Baden. Die nächste Veröffentlichung, Koppheister, Kathrinchen! von Eva Maria Merck (1912–1957) war Stuffer als „reizvolles Manuskript einer jungen Verfasserin“ von Eugen Claassen empfohlen worden. Die Aufnahme der erst 24-Jährigen in die Reichsschrifttumskammer gelang nur unter Schwierigkeiten. Eine Ablehnung hätte das Erscheinen des Buches verhindert. Auch ihr zweites Buch, Der Marionettenbund erschien stark verzögert erst Ende 1941, da dem Stuffer Verlag nicht ausreichend Papier zugeteilt worden war. Durch die (an sich kriegsbedingte) Papier-Genehmigungspflicht „konnte eine undurchsichtige Zensur ohne offizielle Begründung ausgeübt werden.“
In den Jahren 1937 bis 1940 erschienen Die Kleinen Tierbücher. Eine Jugendreihe für Kinder ab zehn Jahren, die sich durch subtile Naturbeobachtungen und phantasievolle Abenteuer mit Tieren auszeichneten. In der eigentlich „bilderbuchlosen Zeit“ der Not als kostengünstiger „Ersatz“ geschaffen, vermittelten sie informative Unterhaltung frei von nationalistischer Propaganda. Die Texte stammen von verschiedenen, auch ausländischen, Schriftstellern (H. E. Kuylman, Ferdinand Ossendowski, Edith Klatt, Martha Roegner).
Im Herbst 1942 erschien Kommt mit zum Handwerksmann!, illustriert von Marianne Scheel, als einziges Bilderbuch während der Kriegsjahre. Durch wiederholtes Umklappen des gefalteten Leporellos werden immer neue Szenen sichtbar, die Handwerker bei der Arbeit zeigen. Der in Summe 1,80 Meter lange Bildstreifen „will die Augen der Kinder nicht wieder loslassen.“ (Friedrich Böer, 1949).
Im Dezember 1943S. 354 wurden die Spamersche Buchdruckerei und die Offizin Haag-Drugulin in Leipzig durch Fliegerangriffe zerstört, wodurch auch die Lithografiesteine des Verlags verloren gingen. In Berlin und Freiburg verbrannten Lagerbestände. Mitte Dezember 1944 wurde die Schließung des Verlags behördlich angeordnet.

### Nachkriegszeit
Herbert Stuffer erhielt am 8. November 1945 die Erlaubnis der französischen Besatzungsbehörde, seinen Verlag weiterzuführen. Seine alten Autoren, wie Lisa Tetzner oder Benedikt Fred Dolbin, „meldeten sich mit Interesse, ja mit unverkennbarer Zuneigung zurück“. Zunächst erschienen Bücher aus der Vorkriegszeit in neuen Auflagen, z. B. Tetzners Was am See geschah oder Otto Flakes Der Mann im Mond (als Reprint von Der Straßburger Zuckerbeck). Dann konnte Stuffer als neue Autorin Gertrud Bechtel-Vogt gewinnen, von der 1947 12 an der Zahl mit Illustrationen von Karl Hubbuch erschien, und 1954 bzw. 1956 der Abenteuerroman Tunt in zwei Teilen, die 1958 in die Auswahlliste der besten deutschen Kinder- und Jugendbücher aufgenommen wurden.
Mit Lisa Tetzner wagte Herbert Stuffer den Versuch, die jüngste Vergangenheit zu thematisieren, die von Rassismus, Emigration und Krieg geprägt worden war. Die neun Bände Die Kinder aus Nr. 67 (wovon drei ab 1948 bei Stuffer erschienen) „blieben in der deutschen Öffentlichkeit ohne erkennbare Resonanz“. „Das Publikum der frühen Nachkriegsjahre hatte zu viele Ängste vor den Fragen der Jugend, es wich der Konfrontation mit dem unbewältigten Gestern aus.“
Nach dem 30-jährigen Verlagsjubiläum 1956, zu dem das Badische Tagblatt und die Stadt Baden–Baden ihren Bürger noch gefeiert hatten, ging es mit dem Verlag rasch bergab. Der gesundheitlich stark angeschlagene Verleger war mit Miete, Telefonrechnung, Gehalt, Heizmaterial im Rückstand, wie er Dezember 1959 in einem Brief an Friedrich Böer schildert. Nach dem Konkurs 1962 wurde das Unternehmen am 4. Mai 1965 amtlich aus dem Register gelöscht.
Aus dem Nachlass von Inge Killius, Stuffers langjähriger Sekretärin, kam eine Sammlung von Bilderbögen, Entwürfen und Büchern in den Besitz des Literaturmuseums der Stadtbibliothek Baden-Baden. – Die Badische Landesbibliothek erwarb 2008 bzw. 2011 rund 250 Belegexemplare des Stuffer Verlages und damit fast alle seine Titel. Gleichzeitig gelangte das Verlagsarchiv in die Landesbibliothek, überwiegend Korrespondenzen mit Autoren und Behörden, aber auch Manuskripte, Druckfahnen, Umschlagentwürfe, sowie private Dokumente Herbert Stuffers.
In der Stadtbibliothek Baden-Baden wurde Herbert Stuffer 2014 mit der Ausstellung Einer kämpft für das Jugendbuch gewürdigt. Der Katalog (siehe Literaturverzeichnis) wurde von der Kinderbuchforscherin und Stuffer-Expertin Barbara Murken verfasst und enthält auch biographische Angaben zu Autoren und Illustratoren des Stuffer Verlags.

## Autoren und Illustratoren des Herbert Stuffer Verlags
Eine vollständige Bibliographie des Stuffer Verlags ist von Barbara Murken 1986 bzw. 2014 erarbeitet worden und als Digitalisat verfügbar (siehe Literaturverzeichnis).
- Günter Bartlik
- Esther Bartning
- Gertrud Bechtel Vogt
- Friedrich Böer
- Carl von Bremen
- Gerda von Bremen
- Werner Bürger
- Hedvig Collin
- Benedikt Fred Dolbin
- Axel Eggebrecht
- Susanne Ehmcke
- Stephan Ehrenzweig
- Elsa Eisgruber
- Ernst Moritz Engert
- Otto Flake
- Theo Glinz
- Ernst Graef
- Gertel Hagemann
- Willi Harwerth
- E. A. Herrmann
- Fred Hildenbrandt
- Karl Hobrecker
- Karl Hubbuch
- Willy Huppert
- Georg-Albrecht von Ihering
- Karl Kämpf
- Marga Karlson
- Margarete Kellner
- Edith Klatt
- Heinrich von Kleist
- Walter Klemm
- Lilli Koenig
- Werner Kornhas
- Erich Krantz
- H. E. Kuylman
- Andreas Meier
- Conny Meissen
- Eva Maria Merck
- Gerda Mezger
- Max Mezger
- Karin Michaëlis
- Elsa Moeschlin
- Ferdinand Ossendowski
- Alfred Polgar
- Doris Puhonny
- Martha Roegner
- Sigrid Rothmann
- Hanna Schachenmeier
- Marianne Scheel
- Marja Schillskaja
- Margaret Schneider-Reichel
- Anny Schröder
- Tom Seidmann-Freud
- Ottomar Starke
- Peter Supf
- Lisa Tetzner (Kläber)
- Hildegard Weinitschke
- Thekla Wickert
- Hugo Wilkens
- August Zeddies